# Arnold Comes of Age
Arnold Comes of Age (à l'origine Portrait of Arnold ) est une peinture à l'huile du peintre régionaliste américain Grant Wood, conçue en 1930 pour être le cadeau d'anniversaire d'Arnold Pyle, son assistant de studio. Wood est un peintre régionaliste de l'Iowa, qui pris Pyle comme protégé et pour lequel il ressentait une affection profonde. La peinture représente un personnage regardant devant lui dans un paysage rural, alors que deux hommes nus se baignent dans une rivière. Il rappelle le travail de l'artiste de la Renaissance italienne Piero della Francesca, en particulier La Résurrection, et est interprété comme homoérotique de par ses détails.

## Contexte et genèse
Grant Wood est un peintre régionaliste de l'Iowa, qui pendant la Grande Dépression est devenu l'un des principaux régionalistes du pays. Arnold Comes of Age est achevé en 1930 pour célébrer le vingt et unième anniversaire de son assistant studio, Arnold Pyle. Pyle est lui-même peintre ainsi que le protégé de Wood, il remporte des rubans bleus à la foire d'État de l'Iowa pour son art représentant le Midwest en 1933 et le grand prix en 1936. Pyle est hétérosexuel, et malgré l'affection que Wood lui montre, il n'y a pas de réciprocité. Ainsi comme Wood a pour habitude de le faire avec beaucoup d'assistants, il déguise son affection extérieure en amour paternel.
Le portrait est à l'origine intitulé Portrait of Arnold. Il dépeint un jeune homme maladroit regardant le spectateur alors qu'un papillon atterrit sur sa chemise, situé dans une campagne tandis que deux hommes se baignent dans une rivière à proximité. La tête est disproportionnée, mais les éléments présents sous la peinture montrent une tête encore plus grande. C'est une peinture à huile disposée sur un panneau pressé. Ses dimensions sont de 26,75 pouces de hauteur par 23 pouces de diamètre.

## Interprétation

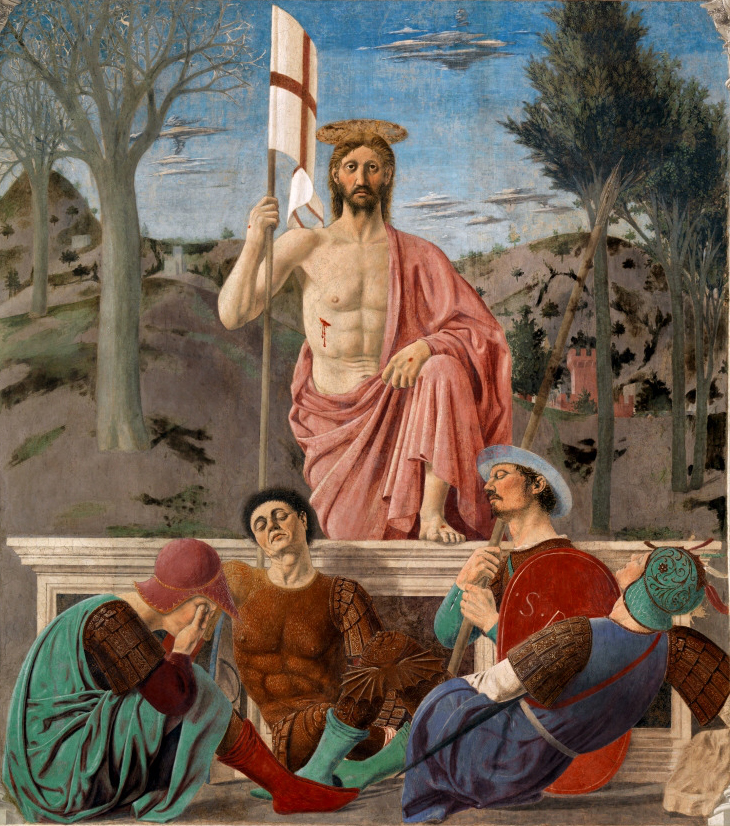
La Résurrection de Piero della Francesca

D'après le critique d'art Luciano Cheles, de nombreuses peintures de Wood, y compris son célèbre American Gothic, ont été inspirées par les œuvres issue de la Renaissance italienne, en particulier celles de l'artiste du XVe siècle Piero della Francesca. Arnold Comes of Age a peut-être été inspiré par La Résurrection, car les peintures partagent plusieurs similitudes. Dans les deux tableaux, le profil central est « soigneusement » mis à part de l'arrière-plan, regardant le spectateur avec un regard sérieux ; une figure tenant un regard lointain ce qui est un élément typique de l'art de della Francesca. Les peintures ont également deux arbres pour les encadrer : chez Wood, un jeune et un adulte, et chez della Francesca, un nu et un feuillu. Pour Cheles, ces arbres contrastés représentent la vie et la mort, ainsi qu'une transition générale entre deux états. Della Francesca a également peint Le Baptême du Christ et Cheles soutient que les baigneurs nus dans la peinture de Wood sont similaires à ce travail. Ces baigneurs peuvent symboliser le baptême et, par conséquent, de la majorité (en anglais to come of age).
Selon Ulysses Grant Dietz, ancien conservateur du Newark Museum of Art, la peinture exprime un « amour évident » pour le sujet qui n'est pas idolâtré, mais connu et personnel. Des détails comme que des enlacements récurrents (d'arbres, de buissons et de tas de foin) peuvent démontrer un amour pour Pyle, et les deux nageurs nus à l'arrière pourraient représenter les figures chrétiennes Adam et Ève dans leur paysage idyllique. Wood choisi de signer son nom à côté de la boucle de ceinture de Pyle — parée des initiales AP pour Arnold Pyle — peut-être pour que les deux hommes puissent être liés pour toujours. Il représente également un papillon, qui était compris à l'époque comme un symbole d’homosexualité, atterrissant sur la chemise du personnage. La peinture est supposée homoérotique, bien que pour le critique Faye Hirsch, cette interprétation permet aux chercheurs de faire des déclarations biographiques sans preuves.

## Histoire
Une fois le portrait terminé, Wood entre dans le salon d'art de la foire d'État de l'Iowa en 1930. Alors que l'artiste était bien établi à l'époque et avait déjà exposé dans des galeries à Paris, son engagement envers le régionalisme lui fait présenter ses peintures du Midwest au sein de l'État de l'Iowa. Arnold Comes of Age remporte le grand prix et sa peinture Stone City, Iowa remporte la catégorie paysage.
La toile est achetée en 1931 par la Nebraska Art Association et est, dans les années qui suivent, prêté pour différentes expositions aux États-Unis. Rien qu'en 1935, le portrait est exhibé aux Lakeside Press galleries à Chicago puis aux galeries Ferargil à New York au printemps, le California Palace of the Legion of Honor à San Francisco en été, et à la William Rockhill Nelson gallery de Kansas City en automne pour l'exposition Curry-Benton-Wood.
La peinture de Wood est exposée en 1940 aux côtés de Stone City, Iowa et John B. Turner, Pioneer. Ces dernières sont proposées à la vente, chacune à un prix compris entre 300 $ et 400 $. Le conseil d'administration de la Nebraska Art Association dépense 300 $ pour la peinture, tandis que le Joslyn Art Museum de Omaha fait acquisition de Stone City, Iowa. Arnold Comes of Age est depuis devenu l'une des pièces les plus précieuses de la collection permanente, et se trouve au Sheldon Museum of Art à Lincoln, Nebraska. Pendant des années, le portrait n'a pas été montré publiquement en raison de sa détérioration significative : La décoloration, la craquelure étendue et la disparition du vernis ont dégradé la peinture. Les personnages se baignant étaient, selon Donald Bartlett Doe du Sheldon, « presque effacés ». Ces problèmes ont commencé une dizaine d'années après que le tableau ait été terminé, mais en 1985, ils ont été résolus par des techniques de restauration très précises.